# Lithobius obscurus
Lithobius obscurus är en mångfotingart som beskrevs av Frederik Vilhelm August Meinert 1872. Lithobius obscurus ingår i släktet Lithobius och familjen stenkrypare.

## Underarter
Arten delas in i följande underarter:
- L. o. azoreae
- L. o. mediocris
- L. o. obscurus